# Universidad Metropolitana (Colombia)
La Universidad Metropolitana - Ciencias de la Salud es una institución de educación superior colombiana privada, especializada en ciencias de la salud, localizada en Barranquilla.
Fue constituida el 16 de noviembre de 1973, fundada por Eduardo Acosta Bendek, Ricardo Rosales Zambrano, Gabriel Acosta Bendek, Jacobo Acosta Bendek, Raúl De La Espriella, Diego Núñez Blanco,  Alberto Gieseken Roncallo, la Fundación Acosta Bendek y la Arquidiócesis De Barranquilla. Personería Jurídica según resolución 1052 del 25 de febrero de 1974 del Ministerio de Justicia.
Su primer rector fue Gabriel Acosta Bendek, seguido por Eduardo Acosta Bendek quien la dirigió por más de 35 años (reconocido investigador en torno al llanto del feto dentro del útero). El actual rector es José Borre Aguilera.
La Universidad Metropolitana destaca por su proyecto educativo, basado en la pedagogía interaccional y dialógica, empleando el conocimiento como catalizador del aprendizaje y promotor de la estructura cognitiva del estudiando, quien se constituye como instrumento fundamental y estimulador de los procesos de transformación del proceso educativo; buscando de este modo la formación de profesionales investigadores creativos y reflexivos. La función en este modelo del docente es solo la de orientador.

## Programas de Pregrados
- Medicina
- Odontología
- Bacteriología
- Psicología
- Optometría
- Fisioterapia
- Enfermería
- Nutrición
- Trabajo Social
- Fonoaudiología
- Terapia Ocupacional

## Programas de Postgrados
- Anestesiología y Reanimación
- Cirugía General
- Ginecología y Obstetricia
- Medicina Interna
- Pediatría

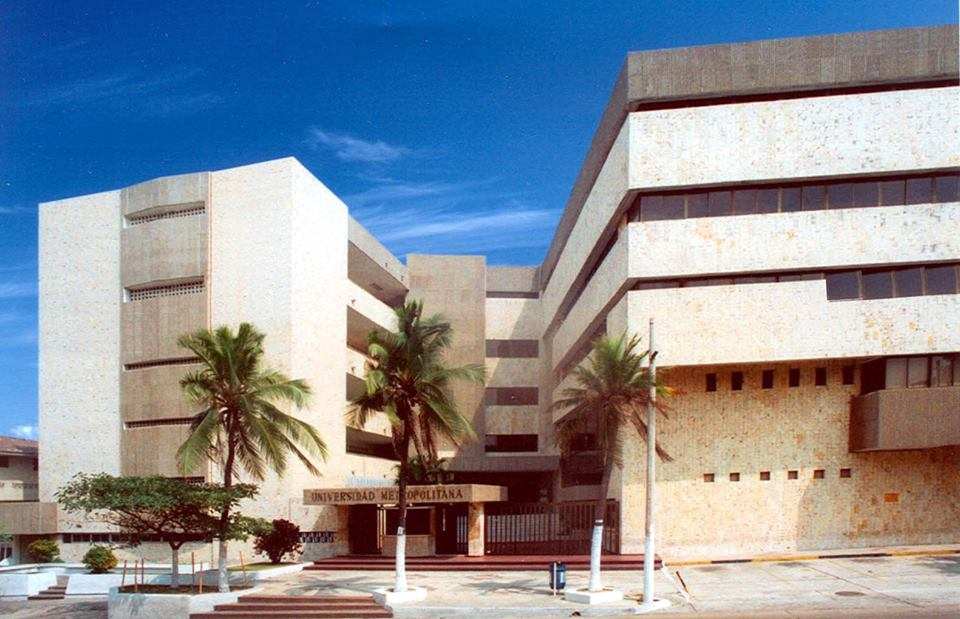
Fachada principal de la Universidad Metropolitana.

- Radiología e Imágenes Diagnósticas

- Docencia Universitaria
- Fisioterapia en Ortopedia
- Periodoncia
- Endodoncia

- Maestría en Microbiología
- Maestría en Educación
- Maestría en Psiconeuropsiquiatría y Rehabilitación

## Hospital
La Universidad Metropolitana cuenta con un hospital universitario propio, el Fundación Hospital Universitario Metropolitano.